# Alex et Emma
Pour plus de détails, voir Fiche technique et Distribution.
Alex et Emma (Alex and Emma) est un film américain réalisé par Rob Reiner en 2003.

## Synopsis
Alex (Luke Wilson) est un écrivain couvert de dettes de jeu.
Pour satisfaire ses créanciers et ne pas finir six-pieds-sous-terre, il doit terminer son roman en 30 jours. Il fait donc appel à Emma (Kate Hudson), une sténographe, pour terminer son manuscrit.
Alors qu'Alex dicte son histoire de triangle amoureux à la charmante Emma, celle-ci remet continuellement ses idées en question. Peu à peu, les suggestions non sollicitées de la sténographe font leur chemin dans la tête de l'auteur et bientôt la vie réelle commence à imiter le roman...

## Fiche technique
- Titre français : Alex et Emma (en  France et au  Québec)
- Titre original : Alex & Emma
- Réalisation : Rob Reiner
- Scénario : Jeremy Leven
- Photographie : Gavin Finney
- Montage : Alan Edward Bell (en) et Robert Leighton
- Musique : Marc Shaiman
- Direction artistique : Helen Harwell
- Décors : John Larena
- Décorateur de plateau : Andi Brittan
- Costumes : Shay Cunliffe
- Casting : Janet Hirshenson et Jane Jenkins
- Producteurs : Todd Black, Alan Greisman, Jeremy Leven, Rob Reiner et Elie Samaha
- Coproducteurs : James A. Holt, Joseph Merhi, Adam Scheinman et Tracee Stanley
- Producteurs exécutifs : Jason Blumenthal, Peter Guber, Jeremy Stott et Steve Tisch
- Sociétés de production : Epsilon Motion Pictures, Franchise Pictures, Reiner-Greisman, Escape Artists
- Sociétés de distribution : Warner Bros. Pictures
- Budget : 30 millions de dollars
- Box-office  États-Unis : 14 208 384 dollars
- Box-office  Mondial : 15 358 583 dollars
- Pays :  États-Unis
- Genre : Comédie sentimentale
- Durée : 96 minutes
- Distributeur : Warner Bros. Pictures
- Dates de sortie :
  - États-Unis : 20 juin 2003
  - France : 9 février 2005 (première DVD)

## Distribution
Légende : Version Française = VF[réf. nécessaire] et Version Québécoise = VQ
- Kate Hudson (VQ : Camille Cyr-Desmarais) : Emma Dinsmore/Ylva/Elsa/Eldora/Anna
- Luke Wilson (VQ : Antoine Durand) : Alex Sheldon/Adam Shipley
- David Paymer : John Shaw
- Sophie Marceau (VQ : Violette Chauveau) : Polina Delacroix
- Rip Taylor (VQ : Yves Massicotte) : Père de Polina
- Cloris Leachman (VQ : Béatrice Picard) : la grand-mère
- Rob Reiner (VQ : Raymond Bouchard) : Wirschafter
- Paul Willson (VQ : Luis de Cespedes) : John Shaw
- Lobo Sebastian (VQ : Thiéry Dubé) : Bobby / danseur de flamenco #1
- Chino XL (VQ : Alain Zouvi) : Tony / danseur de flamenco #2

## À noter
- Alex et Emma est inspiré du film Deux têtes folles, de Richard Quine, sorti en 1964, avec Audrey Hepburn, qui est aussi le remake du film français La fête à Henriette, réalisé par Julien Duvivier et sorti en 1952[2].